# Régions naturelles de la Colombie

Régions naturelles de la Colombie, différenciées par la couleur :
Andine
Caraïbe
Pacifique
Orénoquie
Amazonie
Insulaire

Les régions naturelles de la Colombie sont des divisions territoriales faites à partir des caractéristiques hétérogènes en termes de relief, de climat, de végétation et de type de sol du pays. En raison de la grande diversité des climats et des reliefs, ces différences régionales sont définies par une série de facteurs très clairs tels que les caractéristiques du relief (montagneux ou plat), la distance à la mer, les précipitations moyennes et les conditions du sol.

## Liste
Six régions naturelles peuvent être différenciées en Colombie :
- La région amazonienne, zone de forêt dense et de grands fleuves tributaires de l'Amazone.
- La région andine, une région montagneuse où se concentre la majorité de la population du pays. Là se trouvent les plus grandes villes du pays dont Bogota, la capitale, Medellin ou Cali. Dans cette région, les Andes se subdivisent en trois cordillères : Occidentale, Centrale et Orientale. C’est dans la cordillère centrale que l’on retrouve les plus hauts sommets, dont certains sont constamment couverts de neige comme les pics volcaniques du Nevado del Huila (5 750 m) ou du Nevado del Tolima (5 616 m).
- La région Caraïbe, située au nord. Elle comporte une série de basses plaines souvent marécageuses, mais aussi une chaîne de montagne très élevée qui est isolée près de la côte et située dans l'axe de la cordillère Centrale. Le point culminant de Colombie est situé dans ce massif côtier, le plus haut au monde : la sierra Nevada de Santa Marta, avec son sommet, le pic Cristóbal Colón qui s’élève à 5 776 m. Dans la péninsule de Guajira, les précipitations tombent sous les 500 mm, donnant naissance à une région steppique peuplée notamment d'arbustes épineux et au désert de La Guajira. Ailleurs la région est constituée de plaines alluviales souvent marécageuses avec des dépressions inondables lors des crues du Río Magdalena, ce qui régularise le débit du fleuve. Ce sont les Cienagas. Les plus importantes sont celles de Zapatosa (qui reçoit le río Cesar coulant du nord au sud vers le Magdalena), et la Cienaga Grande de Santa Marta en bordure de la mer.
- La région insulaire, comprend les archipels de San Andrés et Providencia, San Bernardo, Rosario et des îles côtières telles que les îles Tierra Bomba, Fuerte et Tortuguilla en mer des Caraïbes et les îles de Malpelo et Gorgona dans l'océan Pacifique.
- L'Orénoquie, région qui se caractérise par de vastes plaines herbeuses cultivables appelées llanos, bases de l'économie de cette région.
- La région Pacifique, une bande côtière de moins de 150 km de largeur moyenne, extrêmement arrosée et s'étendant de la frontière panaméenne jusqu'à celle de l'Équateur. D'est en ouest, elle va depuis les crêtes de la cordillère occidentale jusqu'aux rives du Pacifique et comprend donc non seulement les petites plaines côtières mais aussi le versant ouest de la cordillère des Andes.